# Carlos Schwabe
Carlos Schwabe (21 de juliol de 1866 – 22 de gener de 1926) fou un pintor simbolista i impressor suís.

## Vida
Carlos Schwabe va néixer a Altona, Holstein, i es va establir a Ginebra, Suïssa a una edat primerenca, on va rebre la nacionalitat suïssa. Després d'estudiar art a Ginebra, va reubicar-se a París, on va treballar com a dissenyador de paper de pared, i va conèixer amb artistes Simbolistes, músics (Guillaume Lekeu, Vincent d'Indy) i escriptors. L'any 1892, era un dels pintors del famós Salon de la Rose + Croix organitzat per Joséphin Péladan al Galerie Durand-Ruel. El seu cartell pel primer Saló és una important obra simbòlica de l'ideal del nou art. Va exhibir al Société nationale des Pretendents-Arts, al Salon d'automne i era present al Exposition Universelle de 1900 (Medalla d'Or), però també a Múnic, Zürich, Viena, i Brussel·les. Les seves pintures presentaven temes típicament mitològics i allegorics amb una visió d'idealista molt personal i interès social. La seva important obra La Vague (L'onada), i els seus dibuixos preparatoris són testimoni del compromís de l'artista durant l'Afer_Dreyfus. Schwabe és un dels més important il·lustradors llibres simbolistes. Va il·lustrar la novel·la Le rêve (1892) d'Émile Zola, Les Fleurs du mal (1900) de Charles Baudelaire, Pelléas et Mélisande (1892) de Maurice Maeterlinck, i Jardin de l'infante (1908) d'Albert Samain, a més de textos de Haraucourt, Mallarmé, Blondel, Mendès, Lamennais etc. Les obres més importants de Schwabe pertanyen al Musée d'Orsay de París, el Musée d'Art et d'Histoire de Ginebra, Museu Nacional de Belas Artes de Rio de Janeiro, el Museu Van Gogh d'Amsterdam, els Royal Museums of Fine Arts of Belgium de Brussel·les i en col·leccions privades. El 1902, Schwabe va rebre el Légion d'Honor francès. Schwabe va viure a França la resta de la seva vida i va morir a Avon, Seine-et-Marne l'any 1926.

## Obra
Es reconeixen dos estils diferents a l'obra artística de Schwabe. Abans del 1900, les pintures de Schwabe eren més personals i experimentals, pròpia de l'idealisme del Simbolistes; però escenes de la natura convencionals i al·legoriques, són més presents a la seva obra més tardana. Les imatges de dones eren rellevants, de vegades representant la mort i el sofriment, d'altres cops representant creativitat i orientació. El seu model per àngels i verges, era la seva primera muller; i la "Mort" de Mort i l'Excavadora Greu (1895) s'hi veu també semblança. El 1894, quan Schwabe tenia 28 anys, la mort d'un amic proper, el músic Guillaume Lekeu, va despertar un interès per representar la mort i el món de la creació ideal.
Schwabe va crear una important aquarel·la que va ser el model d'un cartell litogràfic pel Salon de la Rose + Croix de 1892, la primera de sis exposicions organitzades per Joséphin Péladan que van demostrar les tendències del Simbolisme francès cap al Rosa-Creu. El cartell mostra un ritual d'iniciació—tres dones ascendent cap a la salvació espiritual—i és representatiu de l'art Rosa-creuista.

## Mostra
- La douleur, 1893
- Cloches du soir (Campanes de vespre, 1895)
- La mort du fossoyeur (La Mort i l'enterramorts) és un compendi visual dels motius simbolistes. La Mort i els àngels, la neu prístina, i els gestos dramàtics dels personatges, tot expressa els desitjos simbolistes de transfiguració on siga, més enllà del món, 1895
- Fervaal, il·lustració per a l'estrena l'opera de Vincent D'indy de París, 1898
- Les Fleurs du mal, 1900
- L'Ame du vin, 1900
- Spleen et Idéal, 1907
- Lotte, la filla de l'artista, 1908